# Бейкер (Міннесота)
Бейкер (англ. Baker) — переписна місцевість (CDP) в США, в окрузі Клей штату Міннесота. Населення — 45 осіб (2020).

## Географія
Бейкер розташований за координатами 46°42′38″ пн. ш. 96°33′29″ зх. д. / 46.71056° пн. ш. 96.55806° зх. д. (46.710489, -96.557940).  За даними Бюро перепису населення США в 2010 році переписна місцевість мала площу 2,61 км², уся площа — суходіл.

## Демографія
Згідно з переписом 2010 року, у переписній місцевості мешкало 55 осіб у 22 домогосподарствах у складі 13 родин. Густота населення становила 21 особа/км².  Було 23 помешкання (9/км²).
Расовий склад населення:
| - 100,0 % — білих |

До двох чи більше рас належало 0,0 %. Частка іспаномовних становила 0,0 % від усіх жителів.
За віковим діапазоном населення розподілялося таким чином: 29,1 % — особи молодші 18 років, 54,5 % — особи у віці 18—64 років, 16,4 % — особи у віці 65 років та старші. Медіана віку мешканця становила 39,5 року. На 100 осіб жіночої статі у переписній місцевості припадало 139,1 чоловіків;  на 100 жінок у віці від 18 років та старших — 129,4 чоловіків також старших 18 років.
За межею бідності перебувало 3,0 % осіб, у тому числі 0,0 % дітей у віці до 18 років та 11,8 % осіб у віці 65 років та старших.
Цивільне працевлаштоване населення становило 30 осіб. Основні галузі зайнятості: виробництво — 23,3 %, науковці, спеціалісти, менеджери — 16,7 %, фінанси, страхування та нерухомість — 13,3 %, освіта, охорона здоров'я та соціальна допомога — 13,3 %.